# Megyeri Csilla
Megyeri Csilla (Debrecen, 1987. június 15.– ) magyar műsorvezető, influenszer.

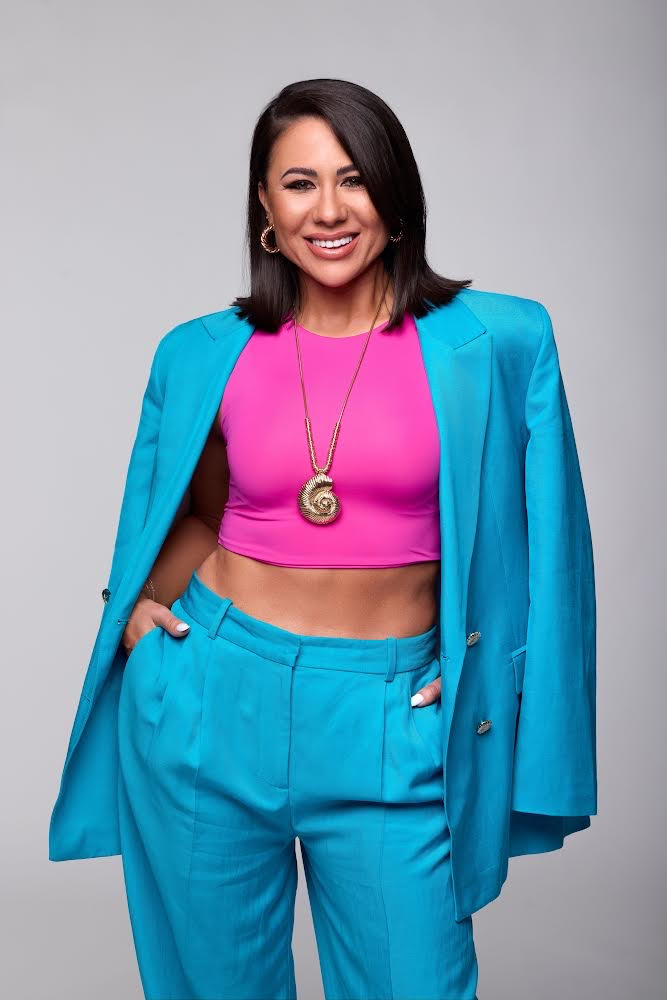

## Életpályája
Korábban az Alföld Televíziónál dolgozott, 2024-től az RTL műsorvezetője.
11 évig népitáncolt, szenvedélye az ökölvívás, a Sztárbox harmadik évadában is ringbe szállt. Televíziós munkái mellett alkalmi modellként tevékenykedik. 

## Magánélete
10 évig alkottak egy párt Molnár Zsolttal, akivel megnyerték a Nyerő Páros 6. évadát. 

## Tévés szereplései
- ÖsszeEsküvők (2011)
- Shopping Királynők (2012)
- Drágám, Add az Életed 2. évad (2016) 1. helyezett
- Édes Élet
- Ázsia Expressz 1. évad (2017) 3. helyezett
- Nagy Duett (2018)
- Vigyázat, gyerekkel vagyok!
- A Konyhafőnök VIP 5. évad (2020)
- Celebcella (2020)
- Nyerő Páros 6. évad (2022) 1. helyezett
- IDE Süss (2022) 4. helyezett
- Troll a Konyhában (2023) 1. helyezett
- Sztárbox 3. évad (2023)
- Az Árulók – Gyilkosság a kastélyban 2. évad (2024)

## Műsorvezetőként
- Alföld Televízió (szerkesztő/műsorvezető) 2012-2017
- RTL+ Való Világ (műsorvezető) 2024-